# Głogów

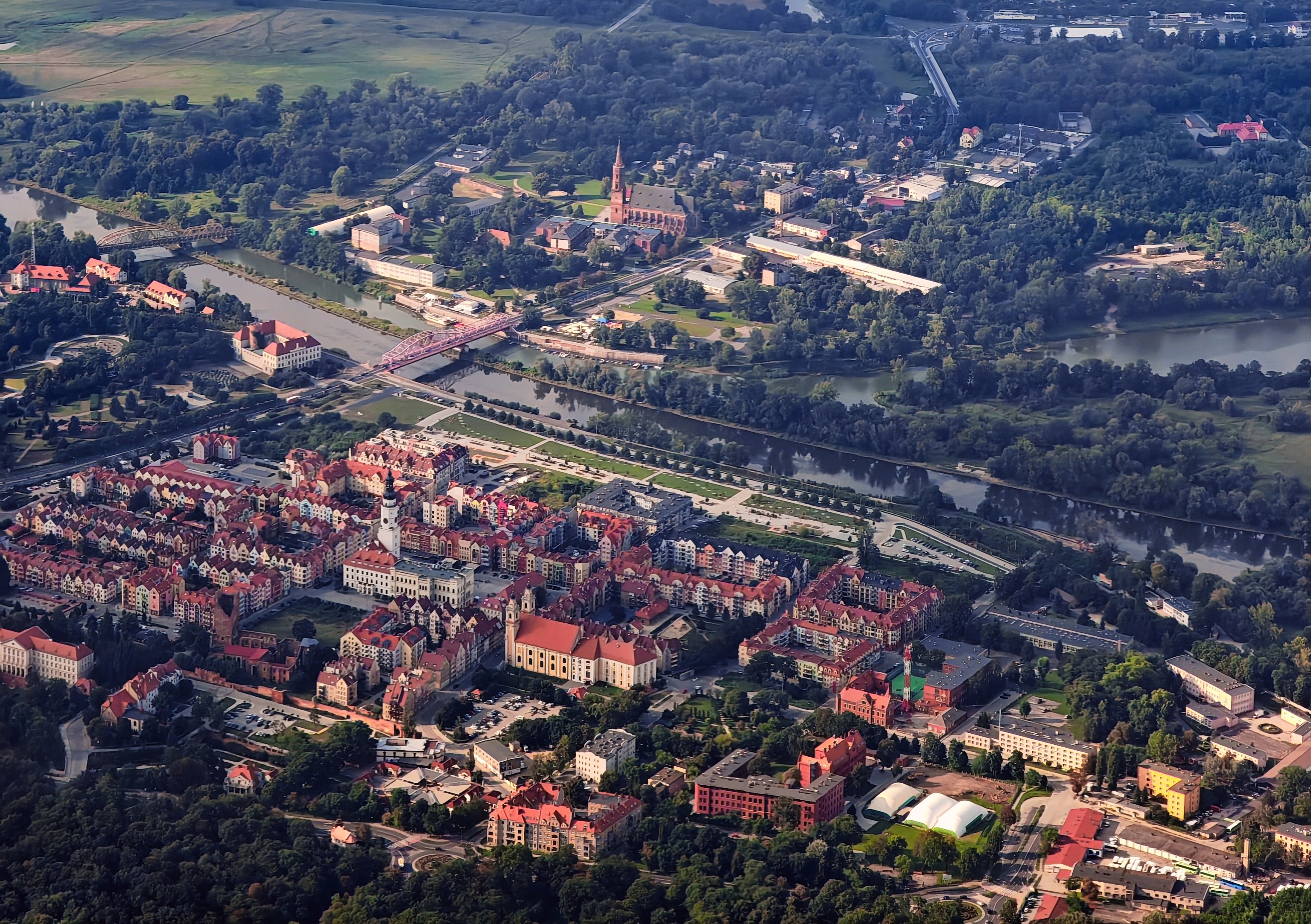
Głogów Luftaufnahme

Głogów [ˈgwɔguf]ⓘ, (deutsch: Glogau, vormals auch: Groß-Glogau, schlesisch Gruß-Gloge, im lokalen Dialekt Glauge) ist eine Stadt in der Woiwodschaft Niederschlesien in Polen. Sie ist Kreisstadt des Powiat Głogowski und bildet eine eigene Stadtgemeinde. Zudem ist sie Sitz der Landgemeinde Głogów, die die Dörfer nördlich und östlich der Stadt umfasst.

## Geographie
Die Stadt liegt im nördlichen Teil Niederschlesiens, rund 100 km nordwestlich von Breslau, auf beiden Seiten der Oder auf 83 m ü. NHN, wobei sich der Großteil der Stadtfläche auf der linken Uferseite konzentriert. Die Bebauung Glogaus auf der rechten Uferseite besteht lediglich auf der Dominsel. Der alte Ortskern der Stadt befindet sich auf dem linken Oderufer, genauso wie die Kupferhütten, die im Westen der Stadt liegen.

### Stadtteile
Głogów besteht aus folgenden Ortsteilen:
- Brzostów (Brostau)
- Chrobry
- Hutnik
- Kościuszki
- Kopernik
- Krzepów (Schrepau; 1937–45: Schwarztal)
- Nosocice (Noßwitz; 1937–45: Urstetten)
- Paulinów
- Piastów Śląskich
- Słoneczne
- Śródmieście
- Widziszów

Innerhalb der Gemeindegrenzen liegen folgende Ortschaften:
- Biechów (Beichau; 1937–45: Oderhorst)
- Wróblin Głogowski (Fröbel)
- Żukowice

## Geschichte

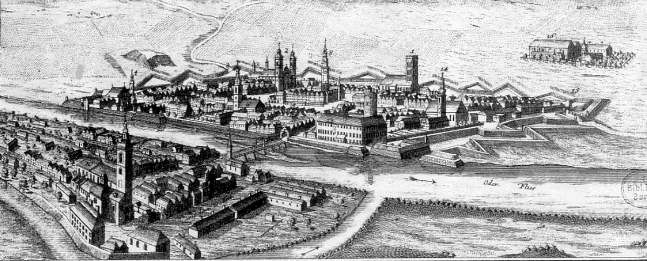
Glogau im 17. Jahrhundert

Im Jahr 1010 wurde die Stadt als urbs Glogua von Thietmar von Merseburg erstmals urkundlich erwähnt. 150 Jahre später (1157) ließ Herzog Bolesław IV. als Seniorherzog von Polen die Stadt in Brand setzen, weil er glaubte, sie nicht gegen Kaiser Friedrich I. Barbarossa verteidigen zu können. Eine Glogauer Stiftsschule ist ab 1233 nachweisbar; sie gehörte somit zu den ersten Schulen Schlesiens. Ab 1251 war Glogau Residenzstadt des Herzogtums Glogau. Zwei Jahre später erhielt Glogau, das damals über 2000 Einwohner zählte, das Magdeburger Stadtrecht. 1331 fiel Glogau zusammen mit dem Herzogtum Glogau als Lehen an das Königreich Böhmen und lag damit im Heiligen Römischen Reich.
Im Jahr 1484 ließ der Saganer Herzog Johann II. die Juden aus der Stadt verweisen und 1488 sieben Ratsherren einkerkern und verhungern. Von 1499 bis 1506 wurden Stadt und Herzogtum Glogau vom späteren polnischen König Sigismund I. regiert, der beides von seinem älteren Bruder, dem böhmischen König Vladislav II., als ein Lehen erhalten hatte.
Im Jahr 1630 begann der Bau von Befestigungen; die Einwohnerzahl war wegen der Zerstörung der Vorstädte von ca. 22.000 auf ca. 7.000 gesunken. Während des Dreißigjährigen Krieges wurde die Stadt 1632 von Protestanten erobert und 1633 von der Gegenreformation wiedergewonnen. 1642 galt die Stadt als Hauptfestung Schlesiens und war Standort für ein Versorgungsmagazin kaiserlich-sächsischer Truppen, daher bestand dort ab dem 17. Jahrhundert eine Münzstätte. Am 4. Mai 1642 wurden die Festung und das Magazin mit 95.000 Scheffel Getreide von einem schwedischen Heer unter Lennart Torstensson und Torsten Stålhandske erobert und besetzt. Danach drangen die schwedischen Heere weiter in das Landesinnere vor und es kam zur Schlacht bei Schweidnitz.

Karte von Glogau um 1750

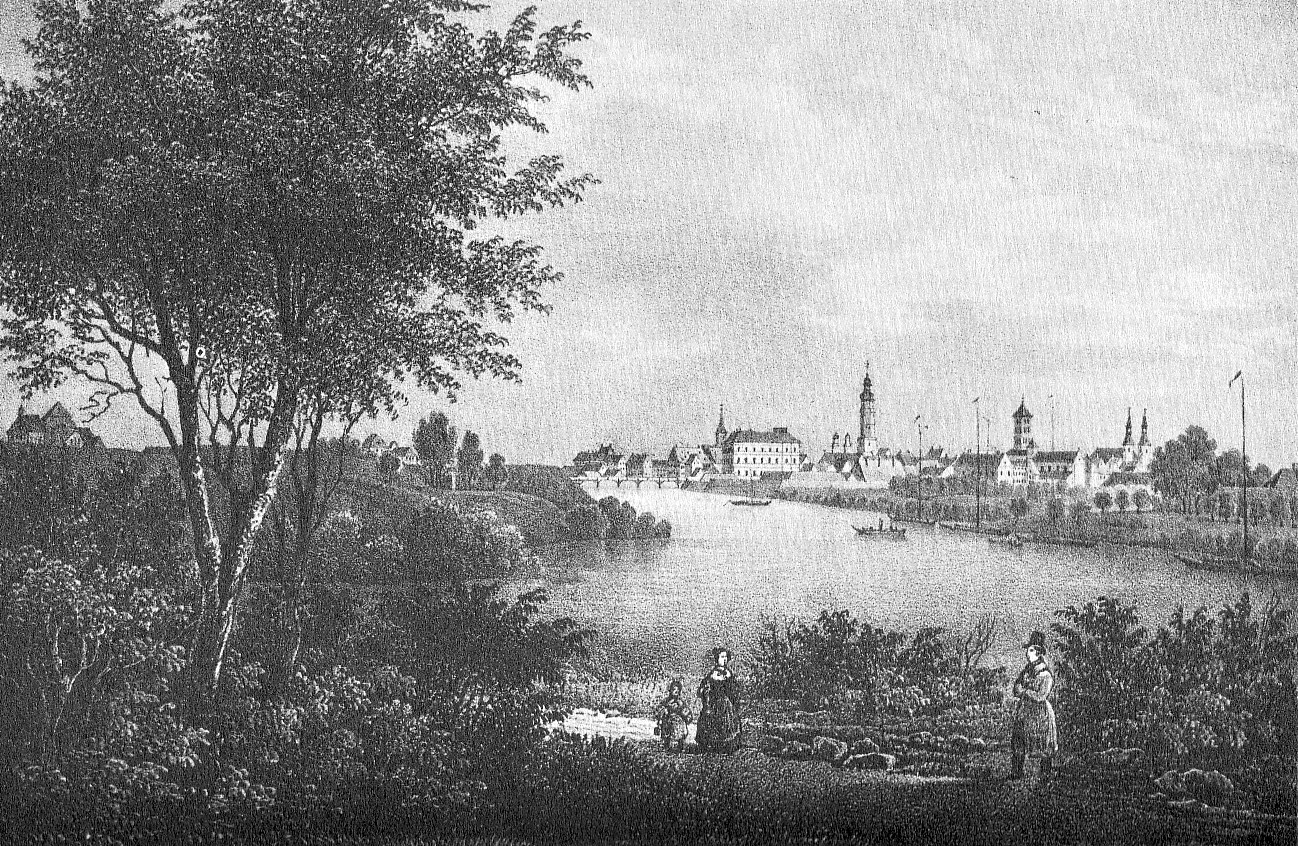
Ansicht von Glogau um 1850

Stadtplan von Glogau kurz vor 1900

Im Ersten Schlesischen Krieg erstürmten Anfang März 1741 preußische Truppen die Festungsstadt Glogau, die fortan zu Preußen gehörte. Friedrich der Große förderte Glogau, indem er es zum Sitz einer der beiden schlesischen Kriegs- und Domänenkammern und Oberamtsregierungen (später: „Bezirksverwaltungen“) sowie eines Medizinal- und eines Kriminalkollegiums machte. Im Krieg mit Frankreich kapitulierte der General Franz Joachim von Reinhardt und die Festung Glogau kam am 3. Dezember 1806 in die Hände der französischen Truppen, diese hielten es auch nach dem Frieden von Tilsit besetzt, was 1808 die Verlegung der Bezirksregierung nach Liegnitz zur Folge hatte. In den Befreiungskriegen verteidigten etwa 9000 französische Besatzer, geplagt von Kälte bis zu −26 Grad im Winter, Lebensmittelmangel und Desertionen, die Festung Glogau 14 Monate lang ohne jede Rücksicht auf die Einwohner gegen preußische und russische Belagerer. Am 10. April 1814 kapitulierten die 1800 überlebenden Besatzer unter General Jean Grégoire Laplane.
Bei der Neuordnung der preußischen Verwaltung erhielt Glogau seine 1808 eingebüßte Funktion als Verwaltungszentrum nicht zurück. Es gehörte als Verwaltungssitz des Kreises Glogau seit 1815 zum Regierungsbezirk Liegnitz der Provinz Schlesien.
Um 1900 hatte Glogau drei evangelische und drei katholische Kirchen (darunter der gotische Dom auf einer Oderinsel), eine Synagoge, ein königliches Schloss, ein staatliches katholisches und ein evangelisches Gymnasium, eine Reihe unterschiedlicher Fabrikationsbetriebe und war Sitz eines Landgerichts.
In der 1919 gebildeten Provinz Niederschlesien schied die bisher kreisangehörige Stadtgemeinde Glogau zum 1. April 1920 als Stadtkreis aus dem Kreis aus, wobei der Landrat für den Landkreis Glogau weiterhin seinen Sitz in der Stadt behielt.
Zum 1. Juli 1931 wurden Teile der Landgemeinden Brostau, Rauschwitz, Weidisch, Zarkau und Zerbau (1938–1945: Lerchenberg) aus dem Landkreis Glogau in die Stadt eingegliedert. Mit Wirkung vom 31. März 1938 wurden weitere Teile der Gemeinden Brostau, Rauschwitz und Zarkau aus dem Landkreis Glogau nach Glogau eingemeindet. Im Jahr 1939 zählte die Stadt Glogau 33.558 Einwohner, der Landkreis Glogau 62.280 Einwohner.
Kurz vor Ende des Zweiten Weltkriegs wurde Glogau zur Festung erklärt. Während der sechswöchigen Belagerung von Glogau durch die Rote Armee fielen über 90 Prozent der Bebauung den schweren Kämpfen zum Opfer, die Altstadt lag in Trümmern. Am 1. April 1945 kapitulierte Glogau, am 2. Mai erschien in Glogau ein Regierungsbeauftragter der Volksrepublik Polen für die Verwaltung des III. Bezirks (Niederschlesien) der Wiedergewonnenen Gebiete. Der polnische Ortsname Głogów wurde eingeführt. Bis in den Juli 1945 hatte der Militärkommandant der Roten Armee gegenüber der polnischen Verwaltung das letzte Wort. Unter dem am 10. Mai 1945 eingesetzten Bürgermeister Eugeniusz Hoinka begann am 13. Mai 1945 die organisierte Besiedlung der Stadt mit Polen. Am 14. Februar 1946 hatte sie 1681 Einwohner, darunter auch Deutsche. Infolge der Flucht und Vertreibung aus den deutschen Ostgebieten kam es in den Jahren von 1946 bis 1947 zu einem vollständigen Bevölkerungswechsel. Der Glogauer Heimatbund bezog 1952 in Hannover, der späteren Partnerstadt Głogóws, seinen Sitz im Hardenbergschen Haus.
Nach 1945 entwickelte sich die Stadt in den Außenbezirken. In den 1950er Jahren wurden neben den Hauptdenkmälern die Ruinen der Altstadt abgerissen und das Gelände eingeebnet. Im Jahr 1950 hatte die Stadt 3915 Einwohner.
Ein Aufschwung folgte erst mit dem Bau einer Kupferhütte im Jahre 1967, die noch heute den größten Industriebetrieb darstellt. Bis in die 1980er Jahre blieb das Stadtzentrum unbebaut, seither wird auch die Innenstadt auf den ursprünglichen Fundamenten und in Nachahmung der alten Bürgerhäuser wiederaufgebaut.

## Sehenswürdigkeiten

### Kirchen
- Ältestes Gotteshaus der Stadt ist die Sankt-Nikolaus-Kirche, die 1309 erstmals urkundlich bezeugt, aber sicher schon früher gegründet worden war. Der gotische Backsteinbau stammt aus dem 14. Jahrhundert. Um 1900 war Sankt Nikolaus katholische Stadtpfarrkirche, war damals schon durch verschiedene Brände beschädigt und wurde im Zweiten Weltkrieg zur Ruine, die heute als Mahnmal dient.
- Nördlich der Oder, in der so genannten Domvorstadt (Ostrów Tumski), steht die Stiftskirche Mariä Himmelfahrt, ehemaliger Dom zu Sankt Maria, später katholische Pfarrkirche. Der Chor stammt teilweise aus dem 13. Jahrhundert, der Hauptteil des gotischen Bauwerks wurde im 15. und frühen 16. Jahrhundert aus Backsteinen errichtet; der Turm stürzte zu Anfang des 19. Jahrhunderts ein und wurde von 1838 bis 1842 neu errichtet.
- Die spätbarocke Corpus-Christi-Kirche mit zwei Türmen; sie diente später als katholische Garnisonkirche und wurde nach 1945 restauriert.
- Die Sankt-Laurentius-Kirche (Kościół fil. pw. św. Wawrzyńca) im Ortsteil Brzostów ist eine um 1502 errichtete gotische Saalkirche, die 1804 umgebaut und 1931–33 renoviert wurde. Zur Innenausstattung gehören u. a. barocke Altäre, eine barocke Kanzel und ein Taufbecken aus dem Jahre 1509.[10][11]
- Die evangelische Kirche „Zur Hütte Christi“ wurde nach dem Westfälischen Frieden als erste von drei Schlesischen Friedenskirchen von 1651 bis 1652 außerhalb der Stadtmauern errichtet. Nach einem Einsturz 1654 wurde sie 1655 als dreischiffige Hallenkirche nach einem Entwurf des Architekten Albrecht von Säbisch wiederaufgebaut. 1758 fiel sie einem Brand zum Opfer.
- Die evangelische Kirche „Schifflein Christi“ im Stadtzentrum südwestlich der Pfarrkirche entstand in den Jahren 1764 bis 1772 als Ersatz für die abgebrannte Friedenskirche. Der Entwurf stammte vom Landeshuter Architekten Carl Gotthard Langhans. Bei Kriegsende 1945 wurde sie beschädigt und die Ruine in den 1960er Jahren abgetragen. An ihrer Stelle befindet sich seit 2003 eine Gedenkstätte, die den Grundriss des Gebäudes mit niedrigen Mauern nachzeichnet.
- An die ehemalige Synagoge der Stadt erinnert heute ein Denkmal.

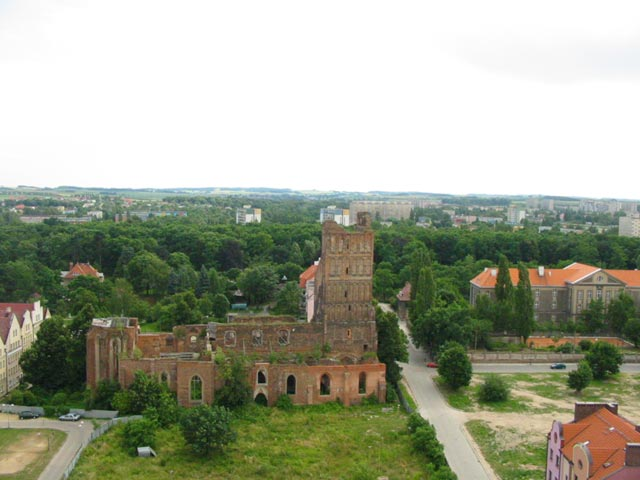
Ruine der St.-Nikolaus-Kirche
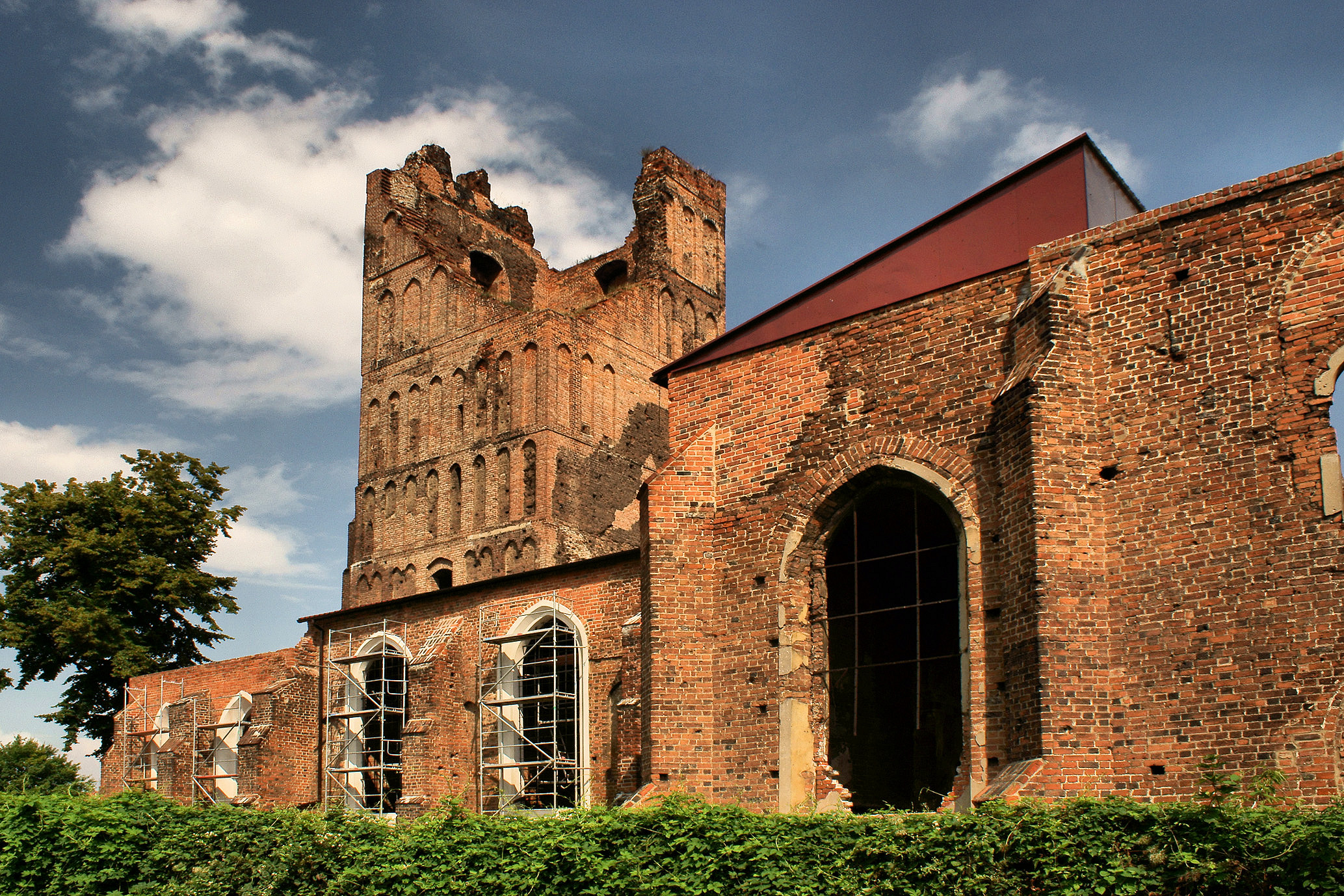
Ruine der St.-Nikolaus-Kirche
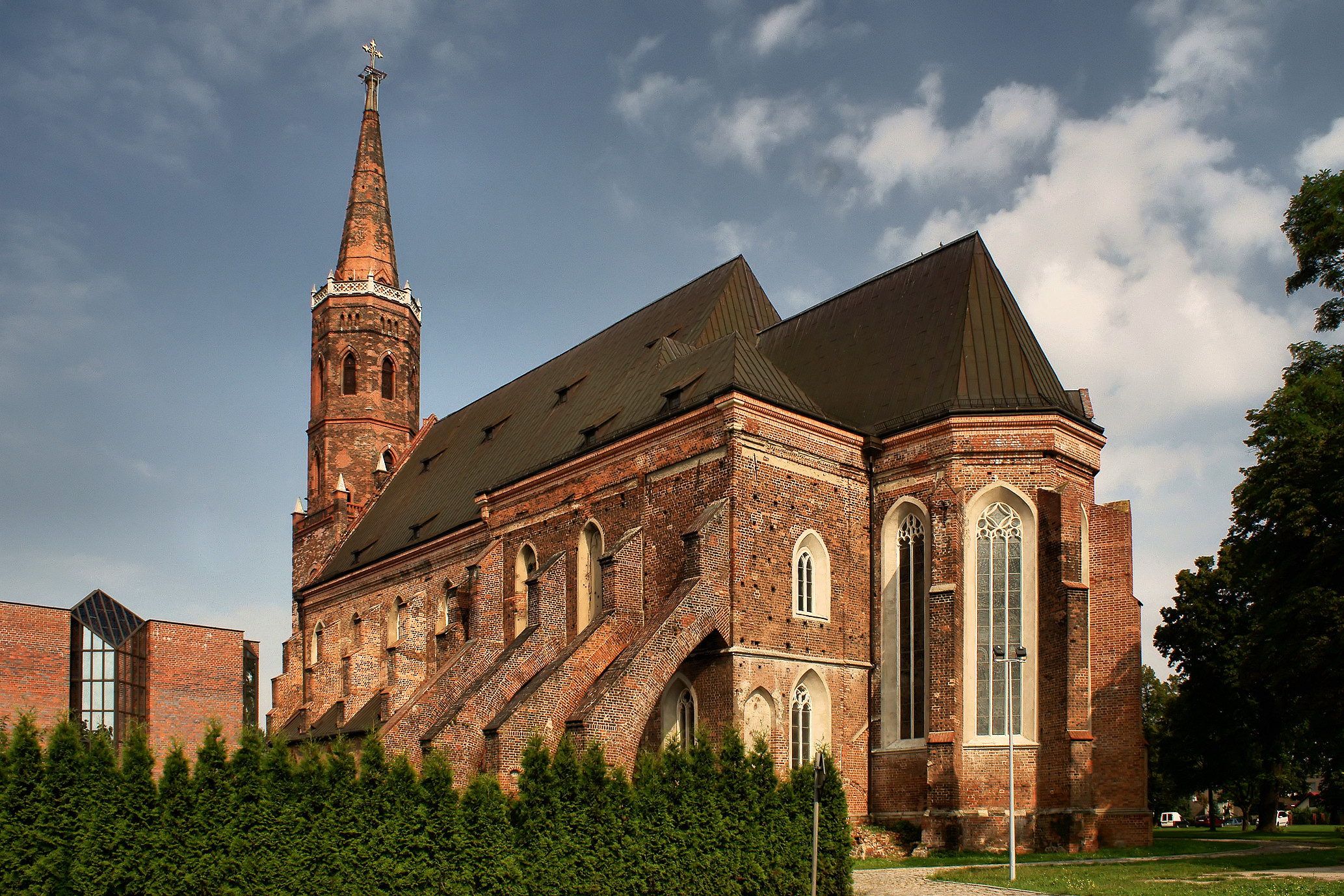
Dom St. Maria
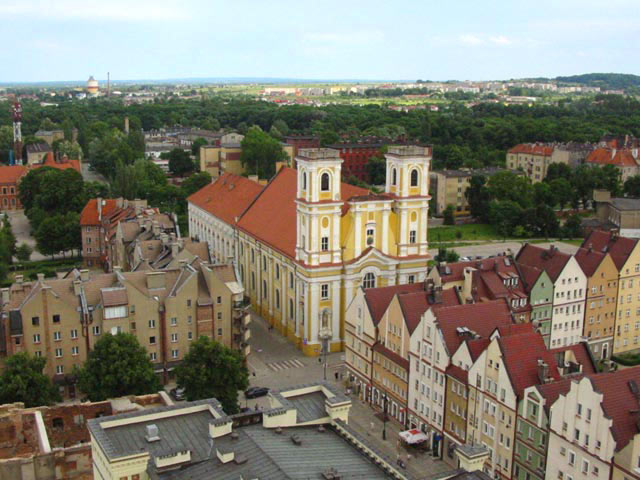
Corpus-Christi-Kirche
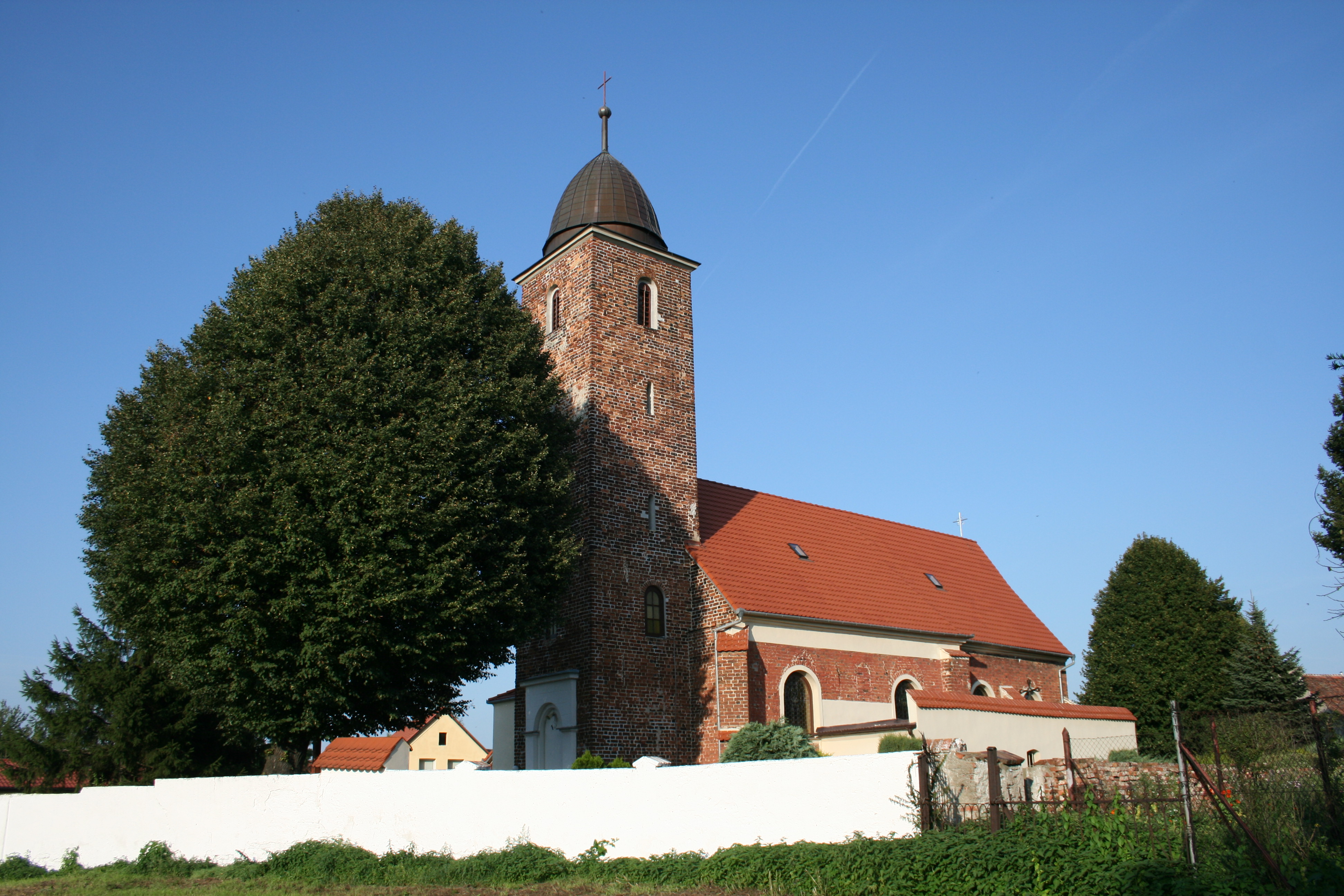
Sankt-Laurentius-Kirche
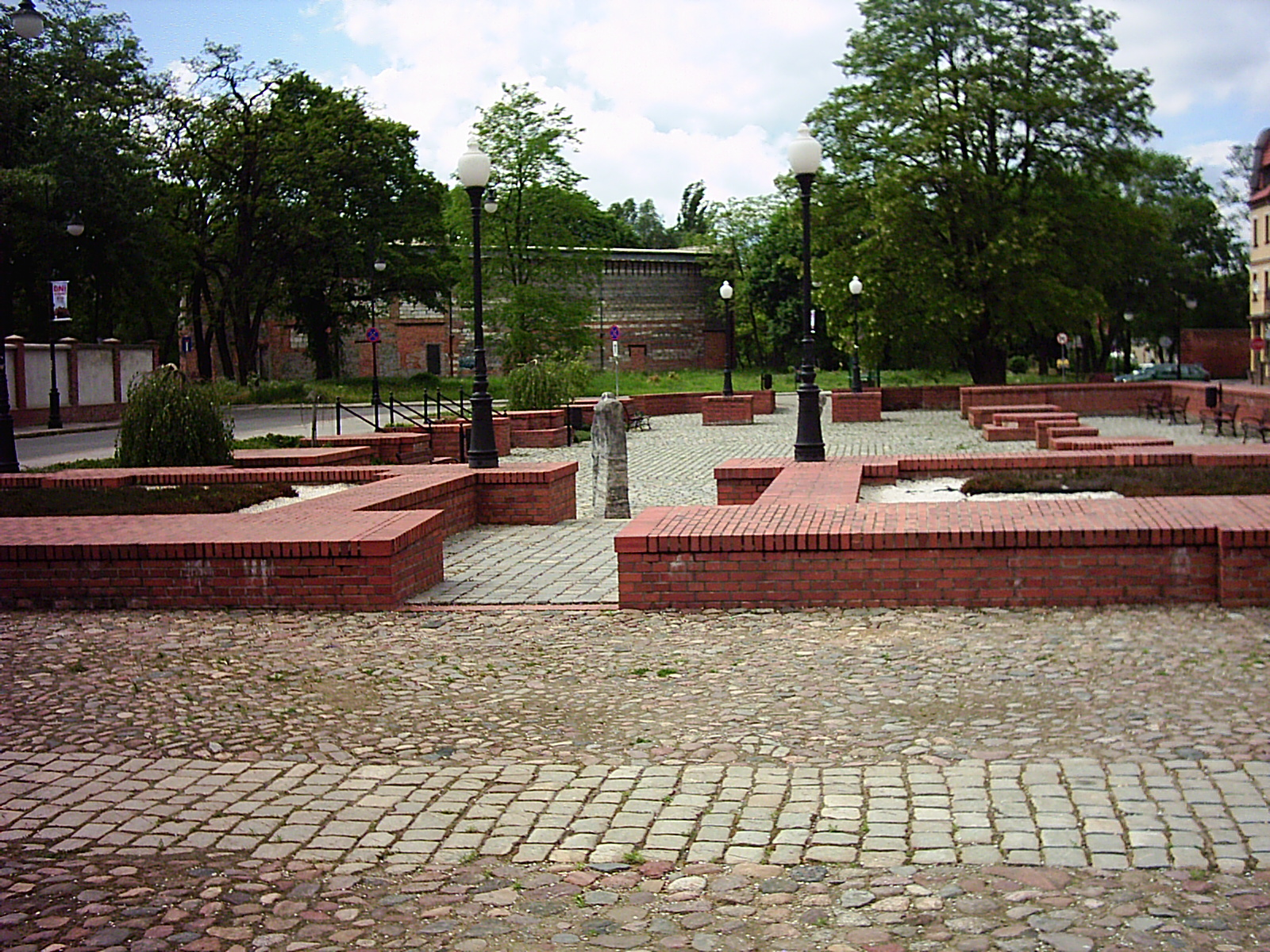
Gedenkstätte an der Stelle der evangelischen Kirche

### Weitere Bauwerke
- Das Rathaus am ehemaligen Ring wurde im 19. Jahrhundert im Stil des Historismus neu erbaut; der Ratsturm, ehemals höchstes Gebäude der Stadt, wurde 1720 mit einem barocken Helmdach errichtet. Beide wurden nach den Zerstörungen des Zweiten Weltkrieges restauriert.
- Das benachbarte Andreas-Gryphius-Theater, erbaut von 1798 bis 1799 im klassizistischen Stil nach Entwurf des Architekten Johann Christian Valentin Schultze (1748–1831), wurde nach den Kriegszerstörungen von 2017 bis 2019 wiederaufgebaut. Dabei wurde die Außenfassade des Theaters rekonstruiert und die noch erhaltene historische Bausubstanz integriert.[12][13]
- Das am Oderufer gegenüber der Domvorstadt gelegene ehemalige Schloss der Herzöge von Glogau, später königliches Schloss und Landgericht, wurde restauriert und beherbergt heute das archäologische Museum. Von dem ursprünglichen mittelalterlichen Bau zeugt nur ein runder Turm, der so genannte Hungerturm, der Hauptteil des Gebäudes stammt aus dem 18./19. Jahrhundert.[14]
- Von der ehemaligen Stadtbefestigung sind (teilweise rekonstruierte) Reste der mittelalterlichen Stadtmauern und eines Grabens aus dem 17. Jahrhundert sowie ein Artillerie-Turm aus dem 19. Jahrhundert erhalten.
- An weiteren Gebäuden ist z. B. der heutige Zespół Szkół Zawodowych sehenswert, eine Technische Berufsschule, die 1909 als Oberrealschule eingeweiht wurde. Der Entwurf stammt vom damaligen Glogauer Stadtbaurat Wilhelm Wagner.[15]
- Hinter dem ehemaligen Schloss befindet sich auf dem Gelände des ehemaligen Schlossparks eine moderne Parkanlage mit einem Denkmal der Kinder von Głogów und anderen Erinnerungsstätten.
- Östlich von Glogów befindet sich ein 221 Meter hoher Schornstein, der einst Teil eines Kraftwerks war und heute als Richtfunkturm genutzt wird.

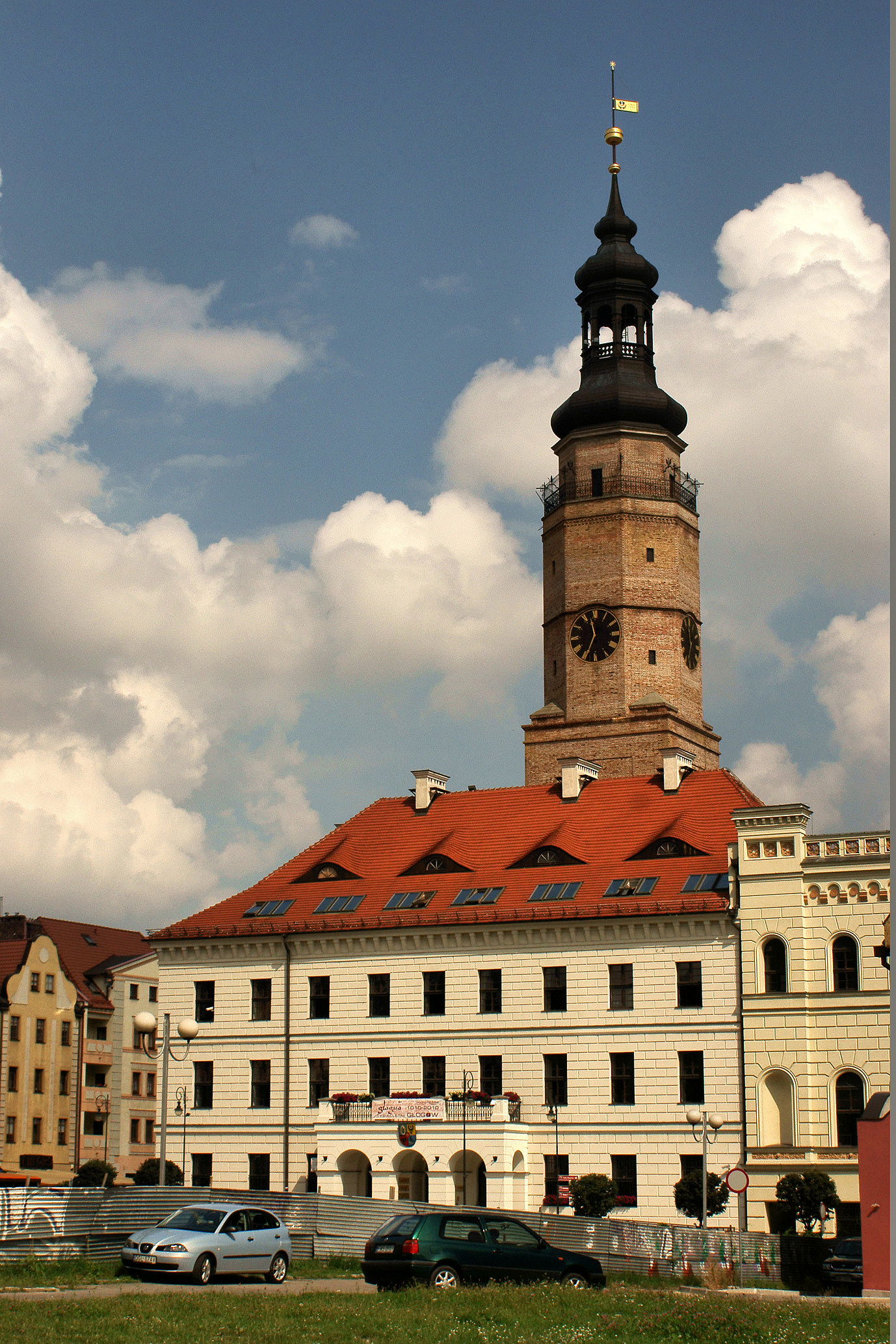
Rathaus mit Turm
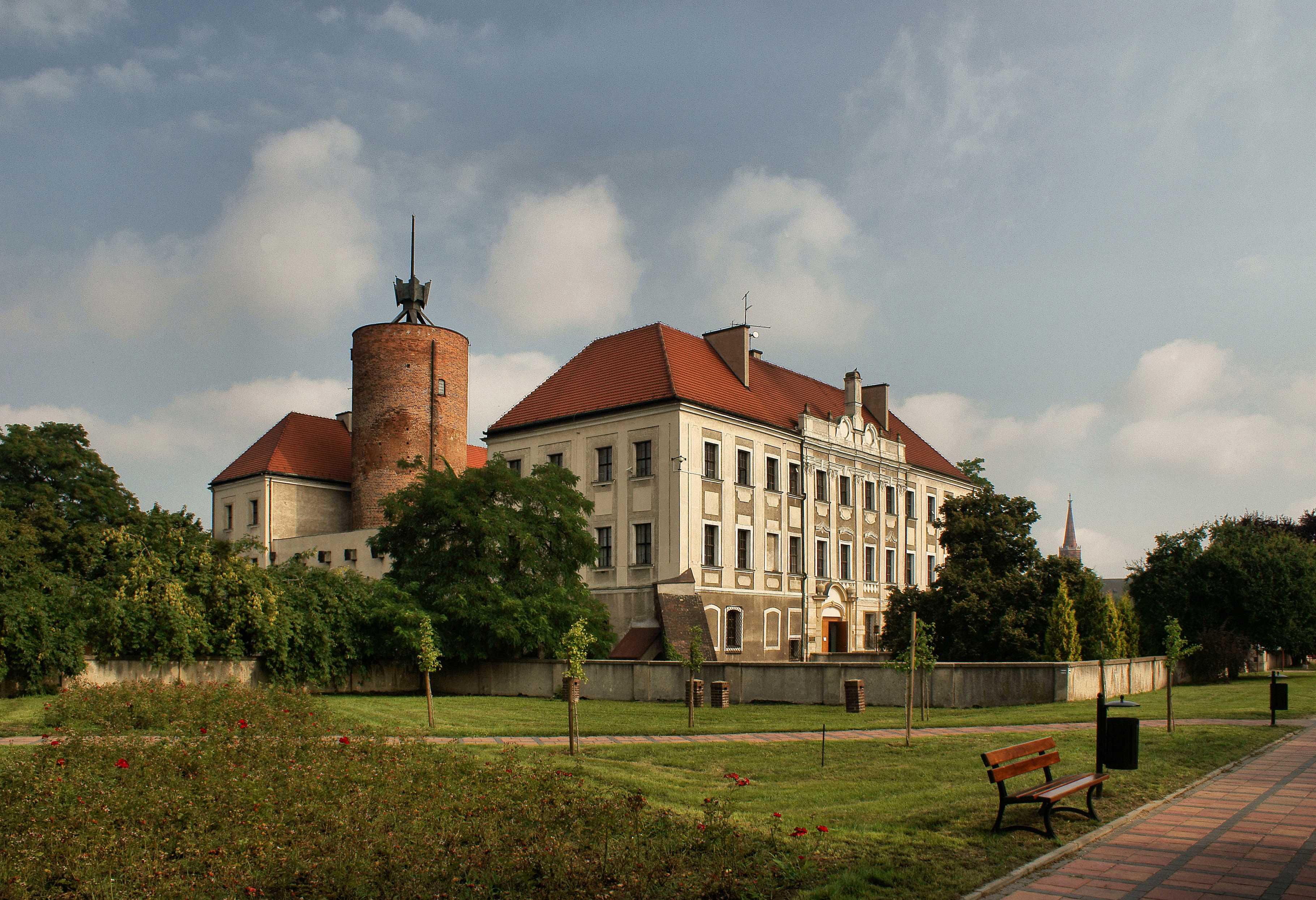
Ehemaliges Schloss Glogau, heute Museum
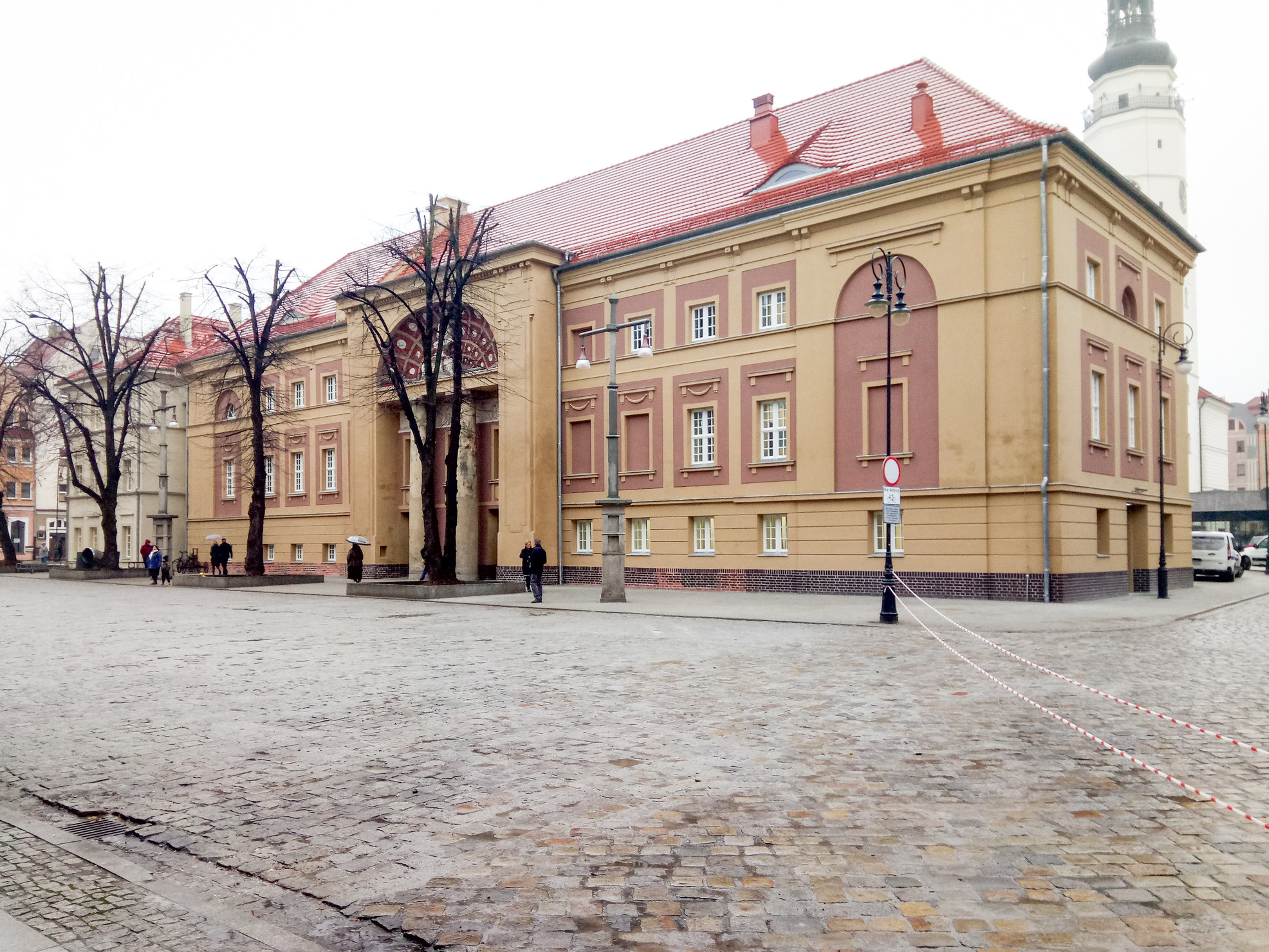
Andreas-Gryphius-Theater nach dem Wiederaufbau 2019
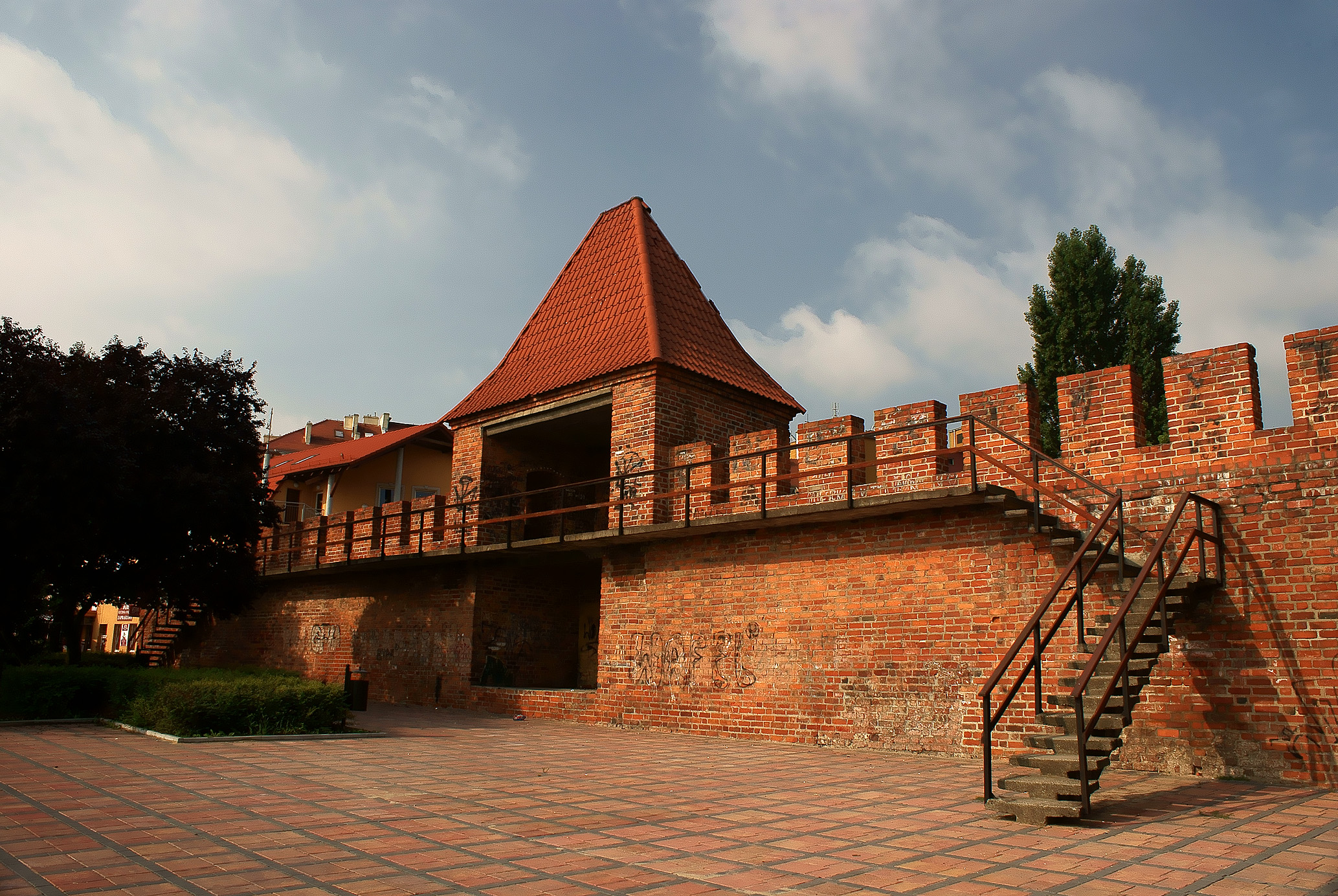
Mittelalterliche Stadtmauer (Rekonstruktion)
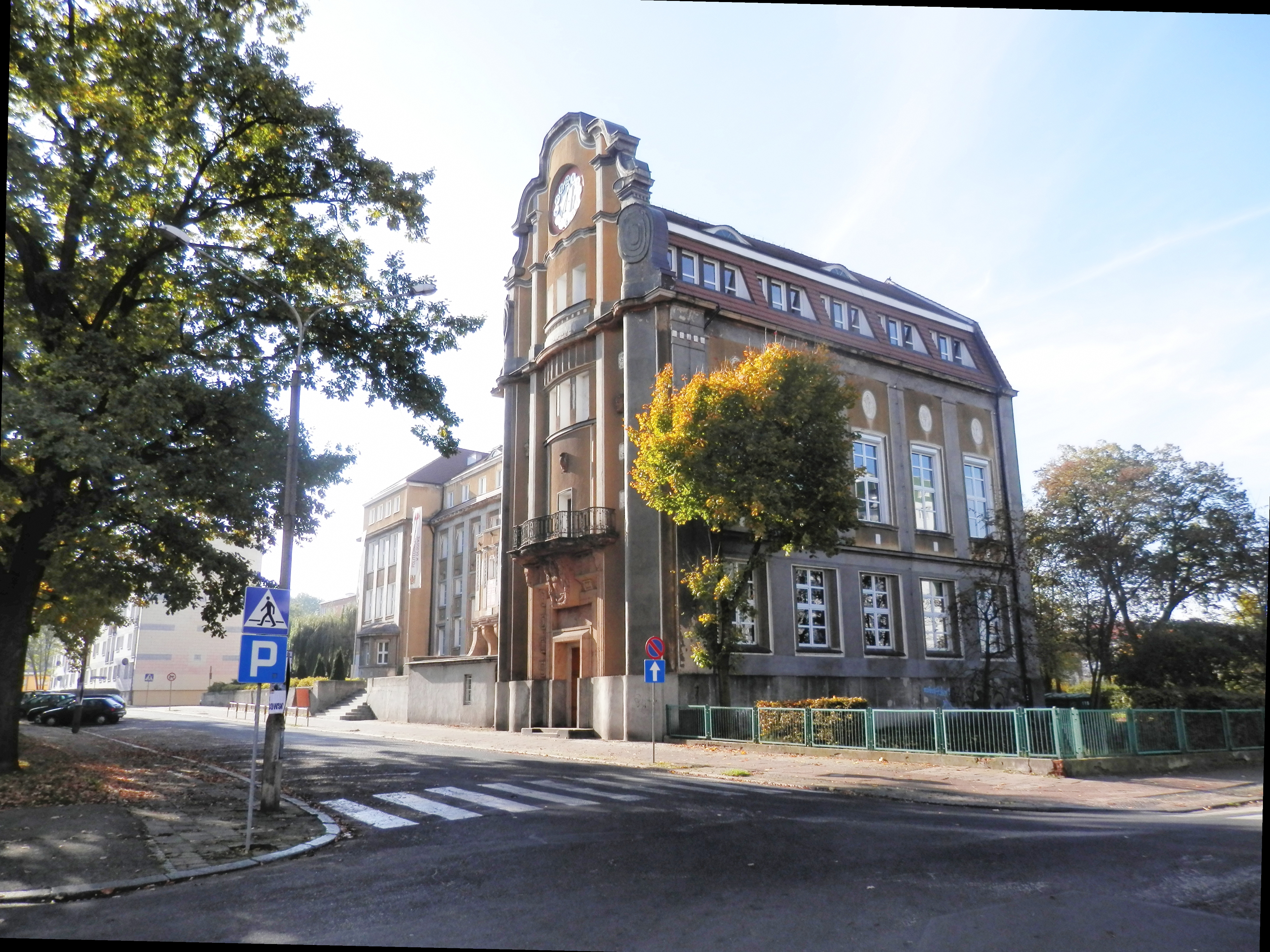
Zespół Szkół Zawodowych (Berufsschule)
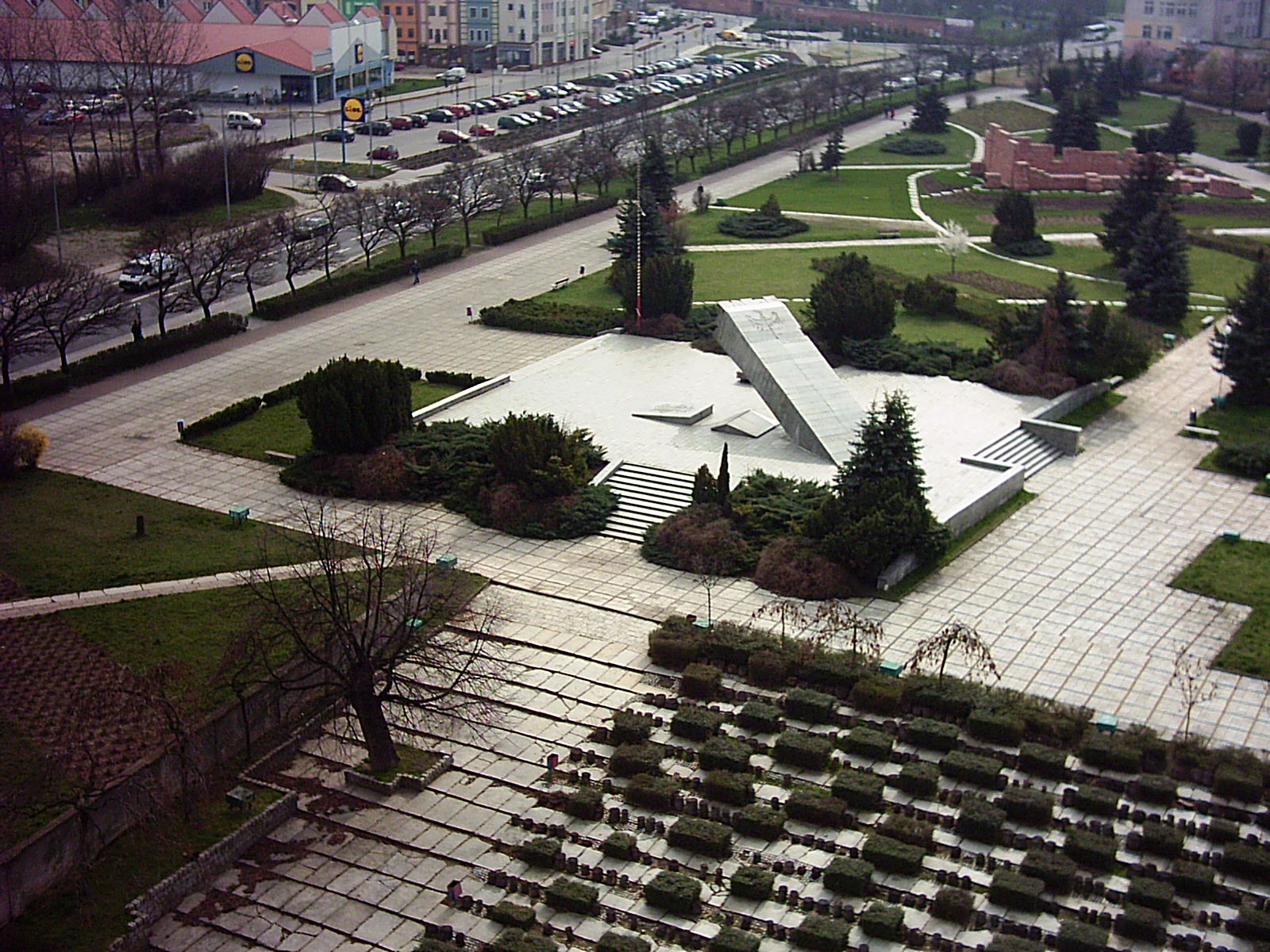
Parkanlage am Schloss mit Denkmal

## Demographie
| Jahr | Einwohner    | Anmerkungen |
| ---- | ------------ | --- |
| 1795 | 9991         | darunter 1791 Juden |
| 1809 | unter 10.000 | [ 17 ] |
| 1810 | 9489         | darunter 1752 Juden |
| 1816 | 8087         | darunter 4310 Evangelische, 2566 Katholiken und 1199 Juden |
| 1825 | 9430         | darunter 5735 Evangelische, 2573 Katholiken, 1122 Juden |
| 1840 | 14.565       | einschließlich 2144 aktiver Militärpersonen, davon 9330 Evangelische, 4254 Katholiken, 981 Juden                                                                                          |
| 1867 | 17.960       | am 3. Dezember |
| 1871 | 18.261       | am 1. Dezember, davon 11.237 Evangelische, 6039 Katholiken, 38 sonstige Christen, 947 Juden                                                                                               |
| 1880 | 18.630       | [ 8 ] |
| 1885 | 20.027       | [ 8 ] |
| 1890 | 20.529       | darunter 13.614 Evangelische, 5989 Katholiken und 863 Juden |
| 1900 | 22.147       | mit der Garnison (zwei Bataillone Infanterie Nr. 58, ein Regiment Feldartillerie Nr. 41, ein Bataillon Fußartillerie Nr. 6 und ein Pionierbataillon), davon 6500 Katholiken und 716 Juden |
| 1925 | 26.098       | darunter 18.386 Evangelische, 6954 Katholiken, vierzehn sonstige Christen und 550 Juden                                                                                                   |
| 1933 | 28.229       | darunter 19.770 Evangelische, 7651 Katholiken, fünf sonstige Christen und 478 Juden |
| 1939 | 30.172       | darunter 21.135 Evangelische, 8067 Katholiken, 48 sonstige Christen und 123 Juden |
| 1946 | 1681         | |
| 1960 | 9179         | |
| 1970 | 20.558       | |
| 1979 | 74.390       | |
| 2023 | 62.886       | |

## Politik

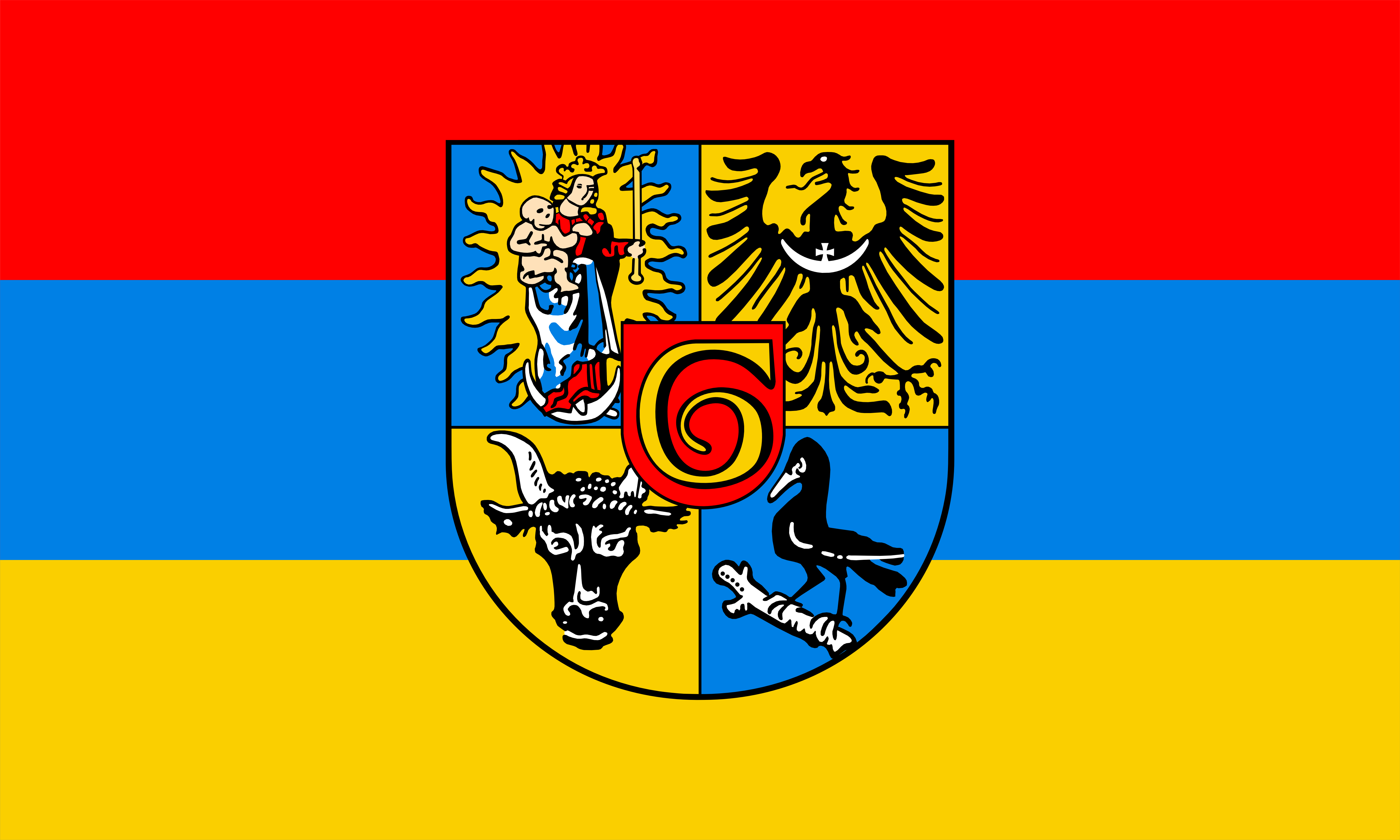
Flagge der Stadt Glogau

### Stadtpräsident
An der Spitze der Stadtverwaltung steht der Stadtpräsident. Seit 2014 ist dies Rafael Rokaszewicz, der zuvor Starost des Powiat Głogowski war. Er ist Mitglied der linksgerichteten SLD tritt aber mit seinem eigenen Wahlkomitee an. Die turnusmäßige Wahl im April 2024 führte zu folgenden Ergebnis:
- Rafael Rokaszewicz (Wahlkomitee Rafael Rokaszewicz) 62,6 % der Stimmen
- Wojciech Zobowski (Wahlkomitee Wojciech Zobowski) 24,7 % der Stimmen
- Źaneta Baczińska (Koalicja Obywatelska) 8,9 % der Stimmen
- Adam Borysiewicz (Trzecia Droga) 3,9 % der Stimmen

Damit wurde Rokaszewicz bereits im ersten Wahlgang für eine weitere Amtszeit wiedergewählt.
Seit 2014 ist dies Rafael Rokaszewicz, der zuvor Starost des Powiat Głogowski war. Er ist Mitglied der linksgerichteten SLD tritt aber mit seinem eigenen Wahlkomitee an. Die turnusmäßige Wahl im Oktober 2018 führte zu folgenden Ergebnis:
- Rafael Rokaszewicz (Wahlkomitee Rafael Rokaszewicz) 61,2 % der Stimmen
- Przemysław Bożek (Prawo i Sprawiedliwość) 31,6 % der Stimmen
- Sławomir Majewski (Koalicja Obywatelska) 7,2 % der Stimmen

Damit wurde Rokaszewicz bereits im ersten Wahlgang für eine weitere Amtszeit wiedergewählt.

### Stadtrat
Der Stadtrat umfasst 23 Mitglieder, die direkt gewählt werden. Die Wahl im April 2024 führte zu folgendem Ergebnis:
- Wahlkomitee Rafael Rokaszewicz 35,3 % der Stimmen, 9 Sitze
- Koalicja Obywatelska (KO) 30,5 % der Stimmen, 8 Sitze
- Wahlkomitee Wojciech Zobowski 28,8 % der Stimmen, 6 Sitze
- Trzecia Droga (TD) 5,4 % der Stimmen, kein Sitz

Die Wahl im Oktober 2018 führte zu folgendem Ergebnis:
- Wahlkomitee Rafael Rokaszewicz 41,8 % der Stimmen, 10 Sitze
- Prawo i Sprawiedliwość (PiS) 36,3 % der Stimmen, 9 Sitze
- Koalicja Obywatelska (KO) 21,8 % der Stimmen, 4 Sitze

### Städtepartnerschaften
Głogów listet folgende Partnerstädte auf:
| Stadt              | Land                            | seit | Typ                 |
| ------------------ | ------------------------------- | ---- | ------------------- |
| Amber Valley       | England, Vereinigtes Königreich | 1999 | Kooperation         |
| Eisenhüttenstadt   | Brandenburg, Deutschland        | 1972 | Städtepartnerschaft |
| Kamjanez-Podilskyj | Chmelnyzkyj, Ukraine            | 2004 | Kooperation         |
| Laholm             | Halland, Schweden               | 1994 | Kooperation         |
| Langenhagen        | Niedersachsen, Deutschland      | 1996 | Städtepartnerschaft |
| Middelburg         | Zeeland, Niederlande            | 1990 | Kooperation         |
| Riesa              | Sachsen, Deutschland            | 2005 | Städtepartnerschaft |

## Verkehr

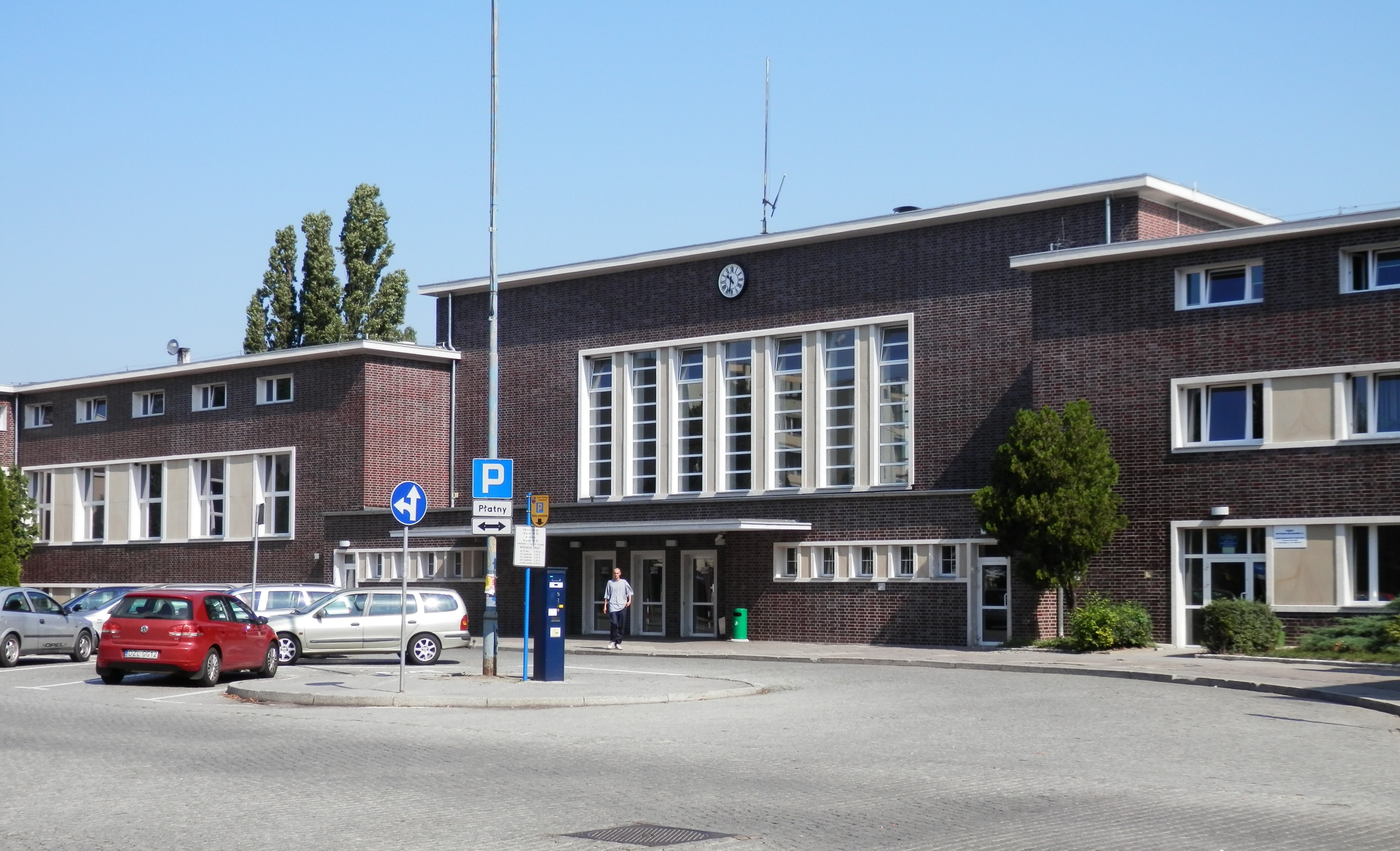
Bahnhof Głogów

Durch Glogau verlaufen mehrere überörtliche Straßen. Die Größte, die Staatsstraße Droga krajowa 12 verläuft in Nord-West-Richtung und bildet am alten Ortskern die einzige Oderüberführung. Weitere überörtliche Straßen sind die Landstraßen Droga wojewódzka 292 und Droga wojewódzka 329.
Der Bahnhof Głogów liegt an der Kreuzung der Bahnstrecke Wrocław–Szczecin mit der Bahnstrecke Łódź–Forst (Lausitz). Das jetzige Bahnhofsgebäude im Stil der Neuen Sachlichkeit ist ein Werk des Architekten Wilhelm Beringer und wurde am 10. Mai 1935 eröffnet.

## Sport
Die Stadt ist Sitz der 1946 gegründeten Sportvereins Chrobry Głogów. Die Fußballmannschaft trägt ihre Heimspiele im städtischen Stadion an der ul. Wita Stwosza 3 in Glogau aus. Die Handballmannschaft des Vereins spielt in der polnischen Superliga im Herrenhandball. Der Verein trägt seine Heimspiele in der Sport- und Unterhaltungshalle Ryszard Matuszak in Glogau aus.

## Persönlichkeiten

### Ehrenbürger
- Adam Dyczkowski (1932–2021), römisch-katholischer Bischof von Zielona Góra-Gorzów, Ehrenbürger seit 2008

### Söhne und Töchter der Stadt
- Heinrich I. der Bärtige (um 1165–1238), Herzog von Schlesien und Seniorherzog von Polen
- Johann von Glogau (um 1445–1507), Philosoph und Mathematiker an der Universität Krakau
- Hieronymus Schulz (um 1460–1522), Bischof von Brandenburg und Havelberg
- Bonaventura Hahn (1540–1602), Fürstbischof von Breslau
- Franz Ursinus (1569–1615), Titularbischof von Nicopolis und Weihbischof in Breslau
- Johannes Neldel (1554–1612), Rhetoriker, Logiker, Rechtswissenschaftler und Philosoph
- Andreas Gryphius (1616–1664), Dichter
- Bernhard Rosa (1624–1696), Abt des Zisterzienserklosters Grüssau
- Paul Winkler (auch Paul Winckler, 1630–1686), Dichter und Jurist
- Christian Anton Philipp Knorr von Rosenroth (1653–1721), Jurist und Dichter
- Johann Christoph Ettner (1654–1724), Mediziner und Schriftsteller
- Christoph Gottlieb Hedemann (1703–1776), Feldmesser, Architekt und Baudirektor der Glogauer Kriegs- und Domänenkammer
- Johann Ignaz von Felbiger (1724–1788), Abt des Augustiner-Chorherrenstiftes Sagan und Bildungsreformer
- Johann Ernst Hartmann (1726–1793), deutsch-dänischer Musiker und Komponist
- Johann Heinrich von Frankenberg (1726–1804), römisch-katholischer Kardinal
- Johann Anton von Dessaunieres (1731–1802), preußischer Generalmajor und zuletzt Kommandant von Glogau.
- Saul Berlin (1740–1794), jüdischer Gelehrter
- Benjamin Gottlieb Müller (um 1752–1816), Politiker, Bürgermeister von Breslau
- Carl Leopold Gottfried Sattig (1774–1844), Notar, Consulent und königlicher Justizrat in Glogau, Ehrenbürger der Stadt Glogau
- August Knappe von Knappstädt (1775–1852), preußischer Generalmajor
- Amalie von Béguelin geb. Cramer (1778–1848), Salonière in Berlin
- Jacob Joseph Oettinger (1780–1860), orthodoxer Berliner Prediger, Rabbinatsverweser, Dajan, Talmudist und Pädagoge
- Elkan Markus Hahn (1781–1841), Mathematiker
- Ludwig Wilhelm Sachs (1787–1848), Mediziner und Hochschullehrer
- Jeremias Rudolph Lichtenstaedt (1792–1849), Mediziner, an der Schlesischen Friedrich-Wilhelms-Universität zu Breslau und praktischer Arzt in Sankt Petersburg
- Hans Ferdinand Robert Schulze (1792–1874), preußischer Generalmajor.
- Heymann Arnheim (1796–1869), Rabbiner, Mitarbeiter von Leopold Zunz[27]
- Moritz Hermann Eduard Meier (1796–1855), klassischer Philologe und Hochschullehrer
- Friedrich von Schwartz (1798–1892), preußischer Generalleutnant
- Heinrich Förster (1799–1881), Fürstbischof von Breslau
- Friedrich Wilhelm August Vetter (1799–unbekannt), Mediziner und Balneologe in Berlin
- Joseph Lehmann (1801–1873), Literaturkritiker, 1849 Eisenbahndirektor, Stadtverordneter und (1866) Ehrenbürger von Glogau
- Carl Ernst Rudolf von Gersdorff (1803–1876), Rittergutsbesitzer und Politiker, Mitglied der Frankfurter Nationalversammlung 1848/1849
- Eduard Munk (1803–1871), klassischer Philologe
- Friedrich Wilhelm Eduard Herkt (1805–1877), preußischer Generalleutnant
- Salomon Munk (1805–1867), Orientalist
- Hugo Leopold Wilhelm Sattig (1807–1884), Oberbürgermeister der Stadt Görlitz
- Michael Sachs (1808–1864), Rabbiner in Prag und Berlin
- Ernst Ewald Albert Hofferichter (1809–nach 1872), Mitglied der Preußischen Nationalversammlung, Glogauer Stadtverordnetenvorsteher und Mitglied im Gemeinderat
- Carl Richtsteig (1809–1879), Politiker, Oberbürgermeister der Stadt Görlitz
- Wilhelm Heinrich Erbkam (1810–1884), evangelischer Theologe
- Robert Berndt (1811–1888), Jurist, Bürgermeister der Stadt Glogau und Abgeordneter des Preußischen Abgeordneten- und Preußischen Herrenhauses.
- Georg Erbkam (1811–1876), Architekt
- Alexander von Eckartsberg (1815–1896), preußischer Generalmajor und Kommandeur der 22. Infanterie-Brigade
- Expedit Baumgart (1817–1871), Musikpädagoge, Komponist und Gymnasiallehrer
- David Cassel (1818–1893), Pädagoge und Hebraist
- Alfons Girodz von Gaudi (1818–1888), preußischer Generalleutnant
- Gustav Schroeder (1818–1899), preußischer Generalmajor
- Meir Wiener (1819–1880), Historiker und Judaist
- Paulus Cassel (1821–1892), Journalist, Theologe und Schriftsteller
- Benno Regely (1825–1888), preußischer Generalleutnant
- Hermann Zopff (1826–1883), Musikwissenschaftler und Komponist
- Sigismund Ludwig Borkheim (1826–1885), Revolutionär 1848/49 und Publizist
- Emil von Conrady (1827–1905), preußischer General der Infanterie
- Wolf Feilchenfeld (1827–1913), Rabbiner
- Wilhelm von Grolman (1829–1893), preußischer General der Infanterie
- Valeska von Gallwitz (1833–1888), Schriftstellerin
- Heinrich Wiener (1834–1897), Reichsgerichtsrat und Richter am Reichsoberhandelsgericht
- Werner von der Schulenburg (1836–1903), Generalleutnant
- Emil Johann Georg Ludwig Hartmann (1843–1914), königlich-preußischer Offizier, Freimaurer und Militärschriftsteller
- Arthur von Posadowsky-Wehner (1845–1932), Politiker, Vizekanzler des Deutschen Kaiserreichs
- Georg von Dyherrn (1848–1878), Dichter und Novellist
- Alberta von Puttkamer (1849–1923), Schriftstellerin
- Georg von Gizycki (1851–1895), Philosoph und Hochschullehrer
- Paul Harrwitz (1851–1912), Jurist und Bankdirektor, Meister vom Stuhl in der Freimaurerloge Balduin zur Linde (Leipzig)[28][29]
- Max Quedenfeldt (1851–1891), königlich preußischer Offizier und Entomologe, Forschungsreisender und Ethnologe
- Richard Knötel (1857–1914), Historienmaler
- Karl Johannes Neumann (1857–1917), Althistoriker und Hochschullehrer
- Georg Hoffmann (1858–nach 1899), Verwaltungsjurist und Landrat
- Karl von Lewinski (1858–1937), Offizier und Träger des Ordens Pour le Mérite
- Paul Knötel (1858–1934), deutscher Gymnasiallehrer und Landeshistoriker in Schlesien
- Paul Fleck (1859–1921), preußischer General
- Bernhard von Hindenburg (1859–1932), Offizier und Schriftsteller
- Richard Georg (1862–1921), Theater- und Filmschauspieler
- Gustav Franke (1864–nach 1935), Jurist und Ministerialbeamter
- Georg Friedrich Carl Rörig (1864–1941), Agrarwissenschaftler, Agrarzoologe und Pionier des Vogelschutzes
- Franz Triebs (1864–1942), Kirchenrechtler
- Max Rosenthal (1868–1930), Reichsgerichtsrat
- Martin Richter (1869–1930), Verwaltungsjurist
- Walter Friedlaender (1873–1966), Kunsthistoriker
- Ludwig Ferdinand von Wolff (1874–1952), Mineraloge
- Hermann Hoffmann (1878–1972), katholischer Theologe
- Joachim von Stülpnagel (1880–1968), General
- Hans Joachim von Reitzenstein (1881–1935), Schriftsteller
- Erna Fenkohl-Herzer (1882–1975), Malerin und Holzschneiderin
- Herbert Knorr (1884–1970), Maler, Zeichner und Kunsterzieher
- Emil Lange (1884–1968), Architekt
- Felix Stern (1884–1942), Neurologe
- Hans Weisbach (1885–1961), Dirigent und Pianist
- Wilhelm Kube (1887–1943), Politiker (NSDAP), Gauleiter Brandenburg
- Arnold Zweig (1887–1968), Schriftsteller
- Paul Graetz (1889–1937), Kabarettist und Filmschauspieler
- Carl-Hans Graf von Hardenberg (1891–1958), Gutsverwalter, Offizier und Widerstandskämpfer gegen den Nationalsozialismus
- Kurt Goebel (1892–1983), Landrat
- Felix Tikotin (1893–1986), Kunsthändler und Kunstsammler
- Walter von Fritschen (1894–1967), deutscher Architekt und Denkmalpfleger
- Paula Fürst (1894–1942), Reformpädagogin, Opfer des Nationalsozialismus
- Arnold Hitzer (1902–1977), Theologe und Mitglied der Bekennenden Kirche
- Paul Krause (1905–1950), Politiker der Deutschen Zentrumspartei, MdB
- Helmut Körnig (1905–1972), Leichtathlet
- Richard Sander (1906–1987), deutscher Maler
- Helmut Bischoff (1908–1993), SS-Führer
- Herbert Bischoff (1910 – unbekannt, nach 1970), SS-Führer
- Hans-Wilhelm Buchholz (1910–2002), Chirurg und Klinikgründer
- Lothar Stark (1912–2003), evangelisch-lutherischer Theologe
- Joachim Langhagel (1914–2000), Orthopäde
- Friedrich Heuck (1921–2019), Arzt und Hochschullehrer
- Hildegard Ippolito (1921–2007), deutsche Flüchtlingshelferin und Sozialpolitikerin
- Franz D. Lucas (1921–1998), Kaufmann und Historiker
- Arno Schulz (1924–2008), deutsch-österreichischer Informatiker
- Eberhard Werner (1924–2002), Landschaftsmaler
- Walter Coblenz (1928–2022), US-amerikanischer Filmproduzent
- Hans-Werner Gille (* 1928), Historiker, Autor und Journalist
- Heino Schubert (1928–2018), Komponist
- Lothar Oppermann (1930–2019), Leiter der Abteilung Volksbildung des ZK der SED
- Konrad Feiereis (1931–2012), römisch-katholischer Geistlicher, Theologe und Religionsphilosoph
- Johannes Fabian (* 1937), deutscher Anthropologe
- Klaus Hoffmann-Reicker (* 1939), Schriftsteller, Publizist und Historiker
- Klaus Rosenzweig (1939–2014), Verwaltungsjurist
- Horst Hawemann (1940–2011), Theaterregisseur
- Friedemann W. Golka (1942–2011), evangelischer Theologe
- Heiner Willenberg (* 1942), Germanist
- Rainer Zimmermann (1942–2022), Handballspieler
- Sylwester Chruszcz (* 1972), Politiker und Mitglied des Europäischen Parlaments für die Liga Polnischer Familien
- Tomasz Markowski (* 1975), Schachmeister
- Piotr Farfał (* 1978), Politiker der Liga Polnischer Familien
- Marta Michna (* 1978), deutsche Schachspielerin polnischer Herkunft
- Michał Przysiężny (* 1984), Tennisspieler
- Jakub Ałdaś (* 1996), Fußballspieler und American-Football-Spieler
- Aurela Nerlo (* 1998), Radrennfahrerin

### Personen mit Verbindung zur Stadt
- Jean-Martin de Prades (ca. 1720–1782), verbannter französischer Theologe und Beiträger zur Encyclopédie
- Simon Heinrich Sack (1723–1791), Königlich Preußischer Hof- und Justiz-Commissions-Rat in Glogau, Begründer der Hofrat Simon Heinrich Sack’schen Familienstiftung
- Karl Ludwig von Cocceji (1724–1808), preußischer Oberregierungspräsident von Glogau
- Carl Christoph Cramer (1750–1827), Steuereinnehmer in Glogau, Inhaber der Konzession für den Kaffeehandel in Schlesien, Königlich Preußischer Hofrat
- Salomon Maimon (ca. 1753–1800), Philosoph, außerhalb des jüdischen Friedhofs in Glogau ohne Grabstein begraben, da er als Häretiker galt[30]
- Heinrich von Béguelin (1765–1818), preußischer Finanzbeamter und Mitarbeiter des Preußischen Ministers Freiherr vom Stein
- Karl Ludwig Severin (1785–1851), preußischer Prorektor, Dichter und Philologe
- Heinrich von Buddenbrock (1797–1859), preußischer Generalmajor, 1851 wurde er Kommandant von Glogau
- Gustav Waldemar von Rauch (1819–1890), preußischer Generalleutnant und Kommandeur, später General der Kavallerie
- Theodor Blätterbauer (1823–1906), deutscher Maler, Grafiker und Zeichenlehrer an der Liegnitzer Ritterakademie
- Hugo Ulrich (1827–1872), deutscher romantischer Komponist und Arrangeur
- Carl Dünnhaupt (1845–1904), Buchdrucker und Verleger in Glogau
- Oskar Hellmann (1869–1944), Stadtchronist und Verleger in Glogau
- Arnold Hasse (1873–1933), Oberbürgermeister
- Arthur Lieutenant (1884–1968), Oberbürgermeister, Finanzminister des Landes Brandenburg, Mitglied des Volksrates der SBZ
- Helmut Schoepke (1903–1996), Verlagsbuchhändler und Lyriker
- Karl Brückner (1904–1945), Besitzer eines Zigarrengeschäftes, Reichstagsmitglied und NSDAP-Kreisleiter